# Лёвгрен, Кент
Кент Лёвгрен (швед. Kent Lövgren; род. 26.07.1970) — шведский музыкант, известный под сценическим именем Melodie MC.

## Биография
Во время учёбы в школе в городе Сундсвалль Кент познакомился с Эриком Свенсоном (ставшим впоследствии известным в музыкальной индустрии как Stattik). Уже после окончания школы Эрик основал лейбл Sidelake Productions и стал продюсером Кента, взявшего сценический псевдоним Melodie MC.
Первым синглом молодого исполнителя стал "Feel Your Body Movin'", выпущенный в 1992 году. Песня вошла в пятёрку танцевальных чартов Швеции, что привлекло внимание к Melodie MC со стороны крупных звукозаписывающих компаний. Затем последовал сингл "Take Me Away", выпущенный в том же 1992 году.
1993 год стал прорывом в карьере музыканта. В этом году был выпущен его дебютный альбом "Northland Wonderland". Сингл "Dum Da Dum" стал невероятным хитом по всей Европе, а также в Австралии, где продажи дисков позволили сертифицировать его в качестве "золотого". Также весьма популярным стал и сингл "I Wanna Dance".
Успешная карьера продолжилась в 1994 году с выходом сингла "Give It Up! (For The Melody)", ставшего очередным хитом.
В 1995 году вышел второй альбом "The Return". Альбом содержал помимо ранее выпущенного "Give It Up! (For The Melody)" новые композиции, в частности, синглы "Bomba Deng", "Anyone Out There" и "Climb Any Mountain".
В 1997 году вышел совместный альбом Melodie MC и Джоселин Браун под названием "The Ultimate Experience".
Устав от музыкальной индустрии, в 1998 году Кент Лёвгрен принял решение прекратить карьеру музыканта. Затем он получил высшее образование в сфере PR и массовых коммуникаций и основал собственное маркетинговое агентство Meteor PR. Впоследствии он также стал преподавателем на полставки на кафедре медиа и коммуникаций Университета Средней Швеции, где он ведёт занятия по интегрированным маркетинговым коммуникациям.

## Дискография

### Альбомы
- Northland Wonderland (1993)
- The Return (1995)
- The Ultimate Experience (1997) (совместно с Джоселин Браун)

### Синглы
- Feel Your Body Movin' (1992)
- Take Me Away (1992)
- Dum Da Dum (1993)
- I Wanna Dance (1993)
- Give It Up! (For The Melody) (1994)
- Free (1994)
- Bomba Deng (1995)
- Anyone Out There (1995)
- Climb Any Mountain (1995)
- Real Man (1997)